# Pere Borrell del Caso
Pere Borrell del Caso (Puigcerdà, 13 de diciembre de 1835 – Barcelona, 18 de marzo de 1910). Pintor, profesor de dibujo y pintura español. 
Es conocido por su famoso cuadro Huyendo de la crítica, 1874, magnífico exponente de trampantojo, que se conserva en la colección del Banco de España en Madrid.

## Biografía
Su padre era un ebanista que le enseñó ese oficio a Borrell. Fue por este medio que pudo apoyar sus estudios en la Escuela de Bellas Artes.
Pere Borrell fue también pintor de retratos, que constituyeron la mayoría de sus encargos, y de escenas religiosas para diversos templos en Barcelona, Gerona y Castellar del Vallés; en ellas se apreciaba cierta influencia de los pintores nazarenos; sin embargo, todas estas obras religiosas fueron destruidas durante la Guerra civil española.
Estuvo presente en diversas exposiciones oficiales en Madrid y Barcelona y obtuvo medallas y menciones de honor. No fue hasta la Exposición Universal de Filadelfia de 1876 cuando su cuadro Huyendo de la crítica causó sensación, permitiendo a Borrell del Caso darse a conocer en el extranjero. En la Exposición Universal de París de 1878 presentó  su obra Pagesa con racimo de uvas, vendida a su regreso a Barcelona a un coleccionista particular y no había sido vista por el público hasta que fue portada de un catálogo editado en 1999. 
En dos ocasiones le ofrecieron una cátedra en la Escuela de Bellas Artes de Barcelona («La Llotja») y en los dos casos la rechazó y siguió enseñando en la academia particular de dibujo y pintura que él había creado.
Como maestro, influyó en el realismo de pintores famosos, como Román Ribera, Ricard Canals, Adrià Gual, Xavier Nogués, o Josep Maria Sert entre otros. Sus dos hijos, Julio y Ramón, también fueron pintores. Julio obtuvo un gran éxito comercial en su tiempo y Ramón destacó por sus pinturas costumbristas y sus grabados. Ramón dirigió la academia familiar cuando su padre se vio afectado por una parálisis.
Se conservan obras de Borrell del Caso de tema religioso en el fondo del Museo Nacional de Arte de Cataluña, y en el Museo del Modernismo Catalán, también en Barcelona.

## Obras importantes

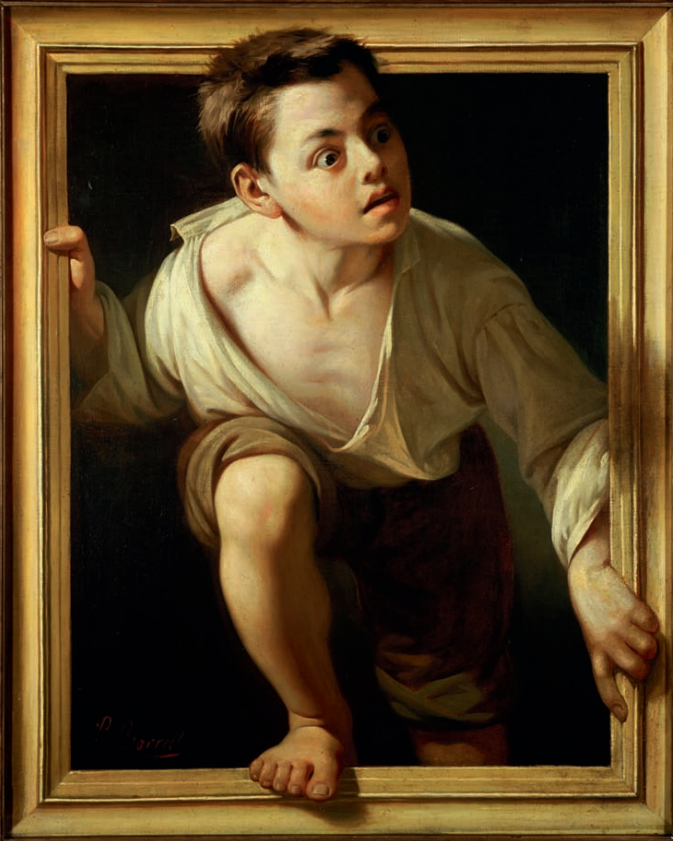
Huyendo de la crítica (1874).

Su obra más relevante es Huyendo de la crítica (1874). Fue utilizada como cartel anunciador de la «Historia del Arte catalán» de Edicions 62 (1983). Este cuadro ha sido expuesto en varias exposiciones dedicadas al arte del trampantojo. En el año 2002 apareció en la cobertura del libro catálogo de una importante exposición en la National Gallery of Art de Washington D. C., Deceptions and Illusions. Five Centuries of Trompe l'Oeil Painting. En el año 2008 en la exposición Lura Ögat en el Museo Nacional de Estocolmo. En el año 2009 en la exposición Visual Deception en el Nagoya City Art Museum de Nagoya y en el The Bunkamura Museum of Art de Tokio. De febrero a marzo del 2010, se utilizó para ilustrar el cartel y el catálogo de la exposición sobre el arte del trompe-l'oeil con el título Täuschend eght: Illusion und Wirklichkeit in der Kunst en el Bucerius Kunst Forum de Hamburgo y, posteriormente, el mismo año en la exposición Inganni ad arte, en el Palazzo Strozzi de Florencia.  En el año 2011 figuró dentro de la exposición Realisme(s). L'empremta de Courbert en el Museo Nacional de Arte de Cataluña, en Barcelona. 
Otras obras importantes suyas fueron: 
- Retrato de una joven
- Dos niñas
- Retrato de Julio Borrell
- Retrato
- Retrato de la familia Clausolles con Teresita
- Bosque
- Bodegón con higos y sandía
- Retrato de una joven mujer
- Retrato de una joven dama
- Retrato de una joven (2)
- Sagrados Corazones de Jesús y María
- Virgen dolorosa